# The New Hungarian Quarterly
A The New Hungarian Quarterly (HQ, NHQ) 1960 és 2014 között megjelenő angol nyelvű periodika. Negyedévente jelent meg, elsősorban kulturális tárgyú, kisebb mértékben ország-propaganda cikkeket tett közzé.

## Története
A Corvina Könyvkiadó indította útjára, illusztrálva, tíz íves terjedelemben, majd a Lapkiadó Vállalathoz került a kiadvány. Főszerkesztője, haláláig (1988), Boldizsár Iván volt, majd nyugdíjba vonulásáig (2005) Vajda Miklós. Utána 2011-ig Vajda korábbi helyettese, Zachár Zsófia lett a főszerkesztő. Zachár lemondása után 2012-ben nem jelent meg a lap, 2013-ban egy átmeneti szerkesztőség megjelentett egy összevont számot (205–206. szám), majd egy új szerkesztőség állt fel, amely még két számot publikált (207. és 209.), többet viszont már nem.
1993-ban az állami ellenőrzés alól megszabadult folyóirat visszavette az eredeti The Hungarian Quarterly címet és 1996-ig az MTI majd saját maguk jelentették meg. 

### Hungarian Quarterly
Az eredetileg Hungarian Quarterly néven 1936–1942 között megjelent lapot még Bethlen István köre indította, hogy az egyre inkább német befolyás alá kerülő Magyarországról tájékoztassanak az angolszász értelmiségnek, amit Balogh József szerkesztett.

## Évfolyamok
- 1. évf. / 1. szám – 33. évf. / 128. szám: The New Hungarian Quarterly (1960. szeptember – 1992 tele), ISSN 0028-5390[2]
- 34. évf. / 129. szám – 54. évf.[3] / 209. szám :[4] The Hungarian Quarterly (1993 tavasza – 2014. ősze), ISSN 1217-2545[5]